# سوئن هانگه
سوئن هانگه (دانمارکی: Søren Hancke؛ زادهٔ ۱ ژانویهٔ ۱۹۳۹) قایقران قایق بادبانی اهل دانمارک است.